# Triceratop
El triceratop (Triceratops) és un dinosaure ceratòpsid herbívor que va viure durant el Maastrichtià tardà del Cretaci superior, fa entre 68 i 65 milions d'anys, en allò que avui en dia és Nord-amèrica. Fou un dels últims gèneres de dinosaure en aparèixer abans de la gran extinció del Cretaci-Paleogen. Degut al fet que presenta un gran collar ossi i tres banyes sobre el seu gran cos suportat per quatre potes, i que té certes similaritats amb els rinoceronts moderns, el triceratop és un dels dinosaures més fàcilment recognoscibles. Tot i que compartia el seu hàbitat i era depredat pel tiranosaure no és clar si ambdós s'enfrontaven com es mostra habitualment a pel·lícules, documentals, llibres de dinosaures per nens i molts dibuixos animats.
Encara no s'ha trobat un esquelet complet del triceratop; tanmateix, l'animal és ben conegut a partir de nombroses restes parcials recol·lectades des de la introducció del gènere l'any 1887. La funció del seu collar i les tres banyes facials distintives han generat un llarg debat. Tot i que tradicionalment s'han vist com a armes defensives contra els depredadors, segons les últimes teories és més probable que aquests trets fossin emprats en el festeig i en les mostres de dominància, més similars a la funció de les cornamentes i banyes dels cèrvids, cabres blanques, o escarabats rinoceront moderns.
El triceratop és un dels ceratòpsids més ben coneguts, tot i que l'emplaçament exacte del gènere dins del grup roman una font de discussió entre els paleontòlegs. Se'n consideren vàlides dues espècies: T. horridus i T. prorsus, tot i que se n'han anomenat moltes altres.

## Descripció

Triceratop en comparació amb la mida d'un humà

S'estima que un exemplar del triceratop podia arribar a mesurar entre 7,9 i 9 metres de longitud, entre 2,9 i 3 d'alçada, i entre 6,1 i 12 tones de pes. El tret més distintiu era el seu llarg crani, dels més llargs de tots els animals terrestres. Podia superar els dos metres de longitud i podia arribar a representar quasi la tercera part de la longitud total de l'animal. Tenia una única banya al musell, situada sobre els narius i un parell de banyes d'aproximadament un metre de llarg, una a sobre de cada ull. A la part posterior del crani tenia un collar ossi relativament curt. La major part dels altres dinosaures amb collar hi tenien finestres grans, mentre que el collar del triceratop era perceptiblement massís, sense finestres.

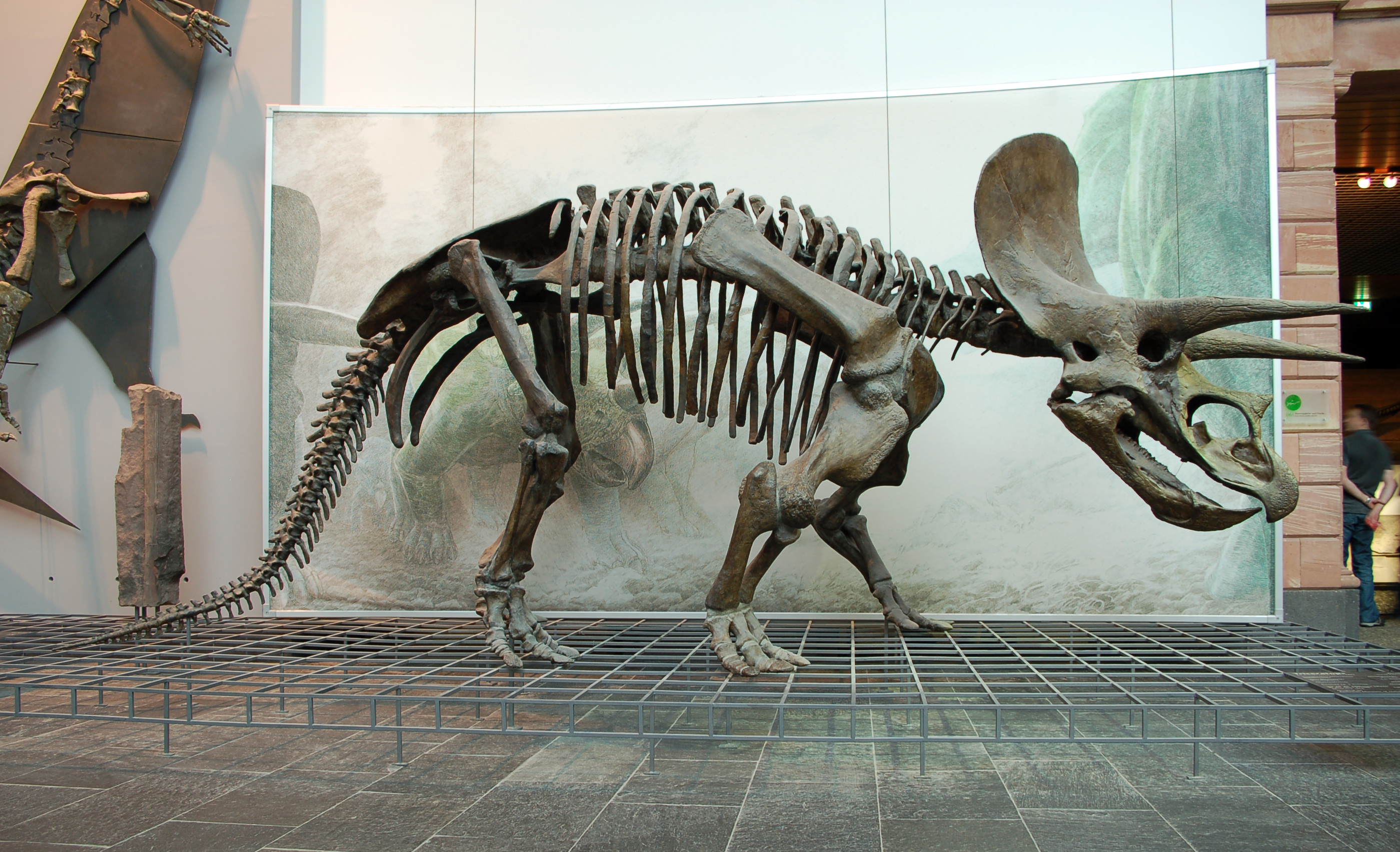
Vista lateral d'un esquelet del triceratop al Museu Senckenberg.

Les espècies del triceratop tenien una complexió robusta, amb potes fortes i mans curtes amb cinc peülles i peus amb quatre peülles. Tot i que és segur que eren quadrúpedes, la postura d'aquests dinosaures ha sigut durant molt de temps objecte de debat. Originalment es creia que les potes frontals de l'animal s'havien d'estendre formant angles des del tòrax, per a carregar de manera òptima el pes del cap. Aquesta postura es pot veure en pintures de Charles Knight i Rudolph Zallinger. De totes maneres les proves icnològiques en forma de rutes de petjades de dinosaures banyuts i reconstruccions recents d'esquelets (tant físiques com digitals) semblen mostrar que el triceratop mantenia una postura dreta durant la locomoció normal, amb els colzes lleugerament inclinats, en un estat intermedi entre una postura completament dreta i completament aixafada (com en els rinoceronts moderns). Aquesta conclusió no exclou que es posés eixancarrat en els enfrontaments o quan menjava.

## Classificació
El triceratop és el gènere més ben conegut dels ceratòpsids, una família de grans ceratops de Nord-amèrica. La posició exacta del triceratop dins dels ceratops s'ha debatut durant anys. La confusió sorgeix principalment de la combinació de collars curts i sòlids (similars als dels centrosaurins) amb les llargues banyes al davant (més similars als ceratopsins, també coneguts com a casmosaurins). En la primera visió de conjunt dels dinosaures banyuts, R. S. Lull va hipotetitzar dos llinatges, un de Monoclonius i Centrosaurus portant a triceratops i l'altre amb Ceratops i Torosaurus, fent del triceratop un centrosaurí tal com el grup s'entén avui en dia. Revisions posteriors donaren suport a aquest punt de vista, i descriuen formalment el primer, el grup amb collars curts com a centrosaurins (incloent-hi el triceratop), i el segon, el grup amb collars llargs, com casmosaurins.

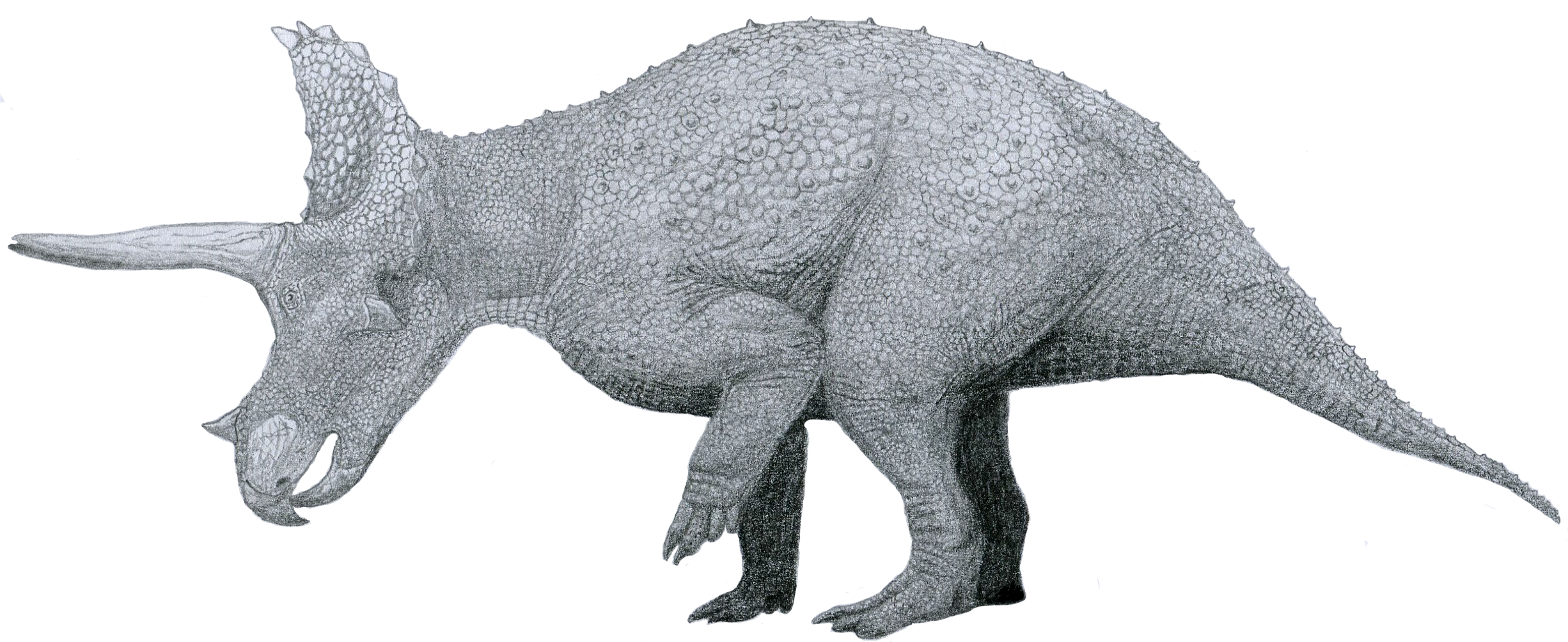
Reconstrucció d'un Triceratops horridus

L'any 1949, C. M. Sternberg fou el primer a preguntar-se si aquesta classificació era correcta i, basant-se en el crani i les característiques de les banyes, va proposar que el triceratop era més emparentat amb l'arrinoceratop i el casmosaure, fent del triceratop un gènere de ceratopsí (antigament casmosaurí). De totes maneres, Sternberg fou pràcticament ignorat. John Ostrom i més tard David Norman van continuar a situar el triceratop dins dels centrosaurins.
Les troballes i anàlisis posteriors van enfortir la visió de Sternberg pel que fa a la posició del triceratop, amb Lehman que defineix ambdues subfamílies l'any 1990 i classifica el triceratop com a ceratopsí basant-se en nombrosos trets morfològics. De fet, encaixa molt bé dins la subfamília dels ceratopsins, exceptuant la característica del collar escurçat. Investigacions més detallades de Peter Dodson, incloent-hi una anàlisi cladística l'any 1990 i un estudi l'any 1993 utilitzant RFTRA (resistant-fit theta-rho analysis), una tècnica morfomètrica que mesura sistemàticament similaritats en la forma del crani, reforcen la posició del triceratop dins la subfamília dels ceratopsins.

### Ús en la filogènia
En filogènia, el gènere s'ha utilitzat com a punt de referència en la definició del tàxon Dinosauria; els dinosaures han estat designats com a tots els descendents de l'avantpassat comú més recent entre triceratop i els neornites (ex., els ocells moderns). A més a més, els dinosaures amb la pelvis com la dels ocells, els ornitisquis, van ser designats com a tots els dinosaures amb un avantpassat comú més proper al triceratop que als ocells moderns.

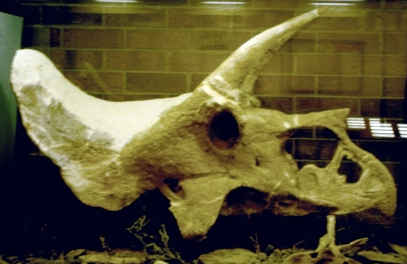
Crani de triceratop de la formació de Laramie a l'est del Colorado. Basant-se en l'edat de la formació de Laramie, podria ser el triceratop més antic conegut.

### Orígens
Durant molts anys els orígens del triceratop foren poc clars. L'any 1922, el recentment descobert protoceratop fou vist com el seu ancestre per Henry Fairfield Osborn, però passaren moltes dècades abans que altres descobriments addicionals veiessin la llum. De totes maneres, els últims anys van ser molt fructuosos gràcies al descobriment de nombrosos dinosaures relacionats amb els ancestres del triceratop. El zuniceratop, el ceratop amb banyes més antic conegut, fou descrit cap a final dels anys 1990, i Yinlong, el primer ceratop conegut del Juràssic, l'any 2005.
Aquests nous descobriments van ser vitals en la il·lustració dels orígens dels dinosaures banyuts en general, i en suggereixen un origen asiàtic al període Juràssic, i l'aparició de ceratops banyuts vertaders al principi del Cretaci superior a Nord-amèrica. Com que cada vegada és més clar que el triceratop és un membre de la subfamília dels ceratopsins de collars llargs, un potencial ancestre es podria haver assemblat al casmosaure, que prosperava cinc milions d'anys abans.

## Descobriment i espècies

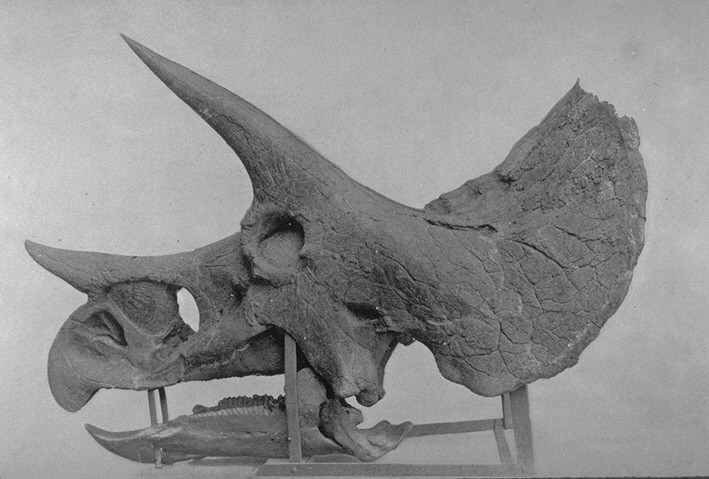
Crani de Triceratops prorsus, publicat per Othniel Marsh l'any 1896.

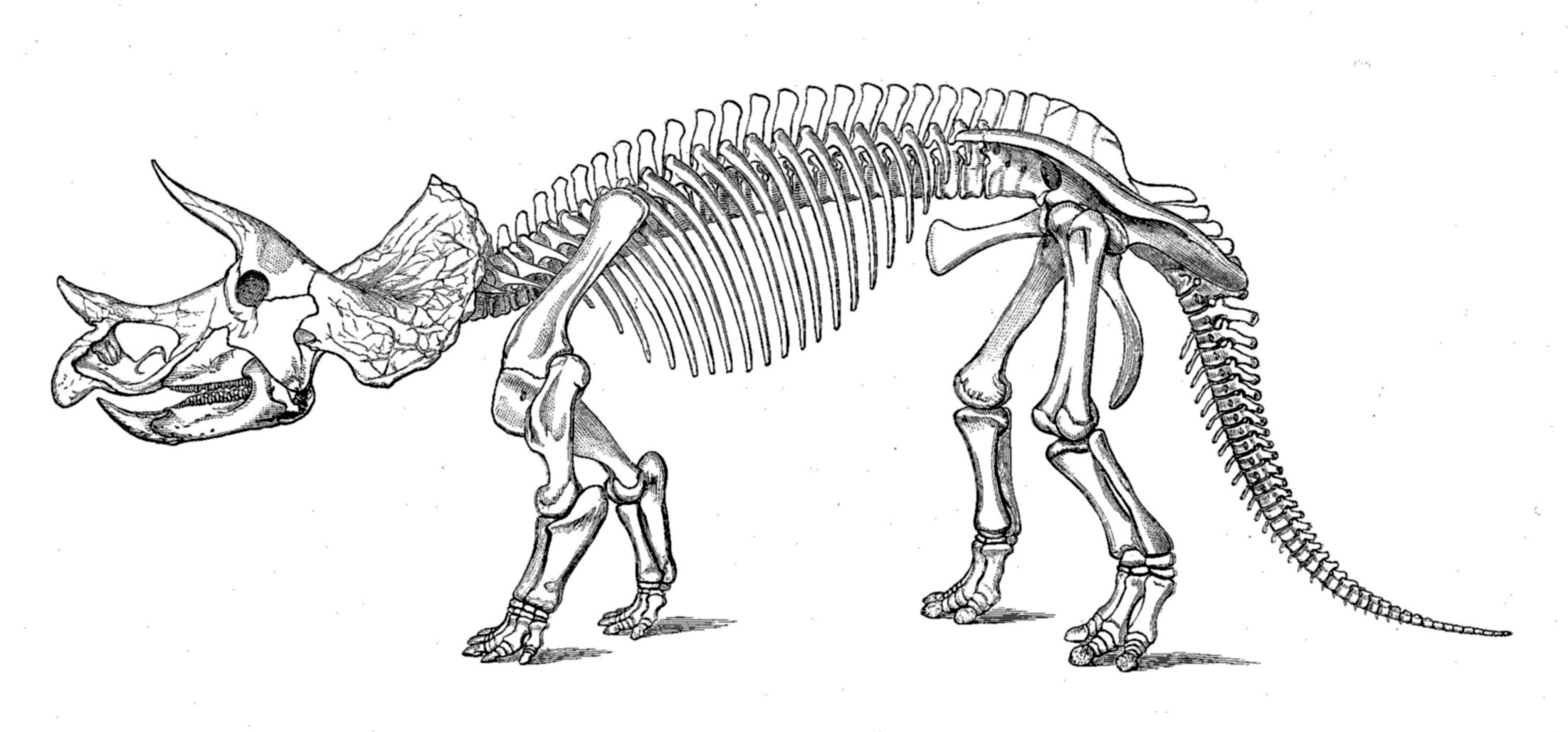
Restauració de l'esquelet de Triceratops prorsus per O. C. Marsh, 1913

El primer espècimen anomenat que avui en dia s'atribueix al triceratop és un parell de banyes del front unides al sostre del crani, trobades a prop de Denver a l'estat de Colorado l'estiu de l'any 1887. Aquest espècimen fou enviat a Othniel Charles Marsh, que creia que la formació geològica de la qual provenia datava del Pliocè, i que els ossos pertanyien a un bisó gens comú particularment gros que va anomenar Bison alticornis. L'any següent Marsh s'adonà que hi havia dinosaures banyuts, i aquell any publicà el gènere Ceratops a partir de restes fragmentàries, però encara creia que B. alticornis era un mamífer del Pliocè. Li va caldre un tercer crani de ceratòpsid molt més complet per canviar el seu punt de vista. L'espècimen, recol·lectat l'any 1888 per John Bell Hatcher de la formació de Lance de Wyoming, fou descrit inicialment com una altra espècie de Ceratops. Després de reflexionar, Marsh canvià les seves idees i li donà el nom genèric de Triceratops, i va acceptar que Bison alticornis era una altra espècie de Ceratops (que més tard seria afegit a Triceratops). La naturalesa robusta del crani de l'animal va permetre que molts exemplars fossin preservats com a fòssils, el que permet estudiar les variacions entre espècies i individus. Per consegüent, les restes del triceratop han estat trobades a la formació de Hell Creek dels estats estatunidencs de Montana, Dakota del Nord i Dakota del Sud, a la formació de Lance i a la formació Evanston de Wyoming, i a la formació de Laramie de Colorado. També se n'han trobat a la formació de Scollard de la província canadenca d'Alberta i a la formació del Frenchman de Saskatchewan, Canadà.

### Nombre d'espècies
En les primeres dècades després que el triceratop fos descrit es van recollir diversos cranis, que variaven més o menys respecte al triceratop original, anomenat T. horridus per Marsh (del llatí horridus; ‘rugós’, que al·ludeix a la textura rugosa dels ossos que pertanyien a l'espècimen tipus, més tard identificat com un individu d'edat avançada). Aquesta variació no és sorprenent, ja que els cranis del triceratop són objectes tridimensionals grossos que provenen d'individus de diferents edats i d'ambdós sexes, i que van rebre pressions de diversa intensitat i direcció durant el procés de fossilització. Els descobridors anomenaven aquestes restes com espècies separades (llistades més avall), i van dissenyar diversos sistemes filogenètics per explicar com eren relacionades les unes amb les altres.

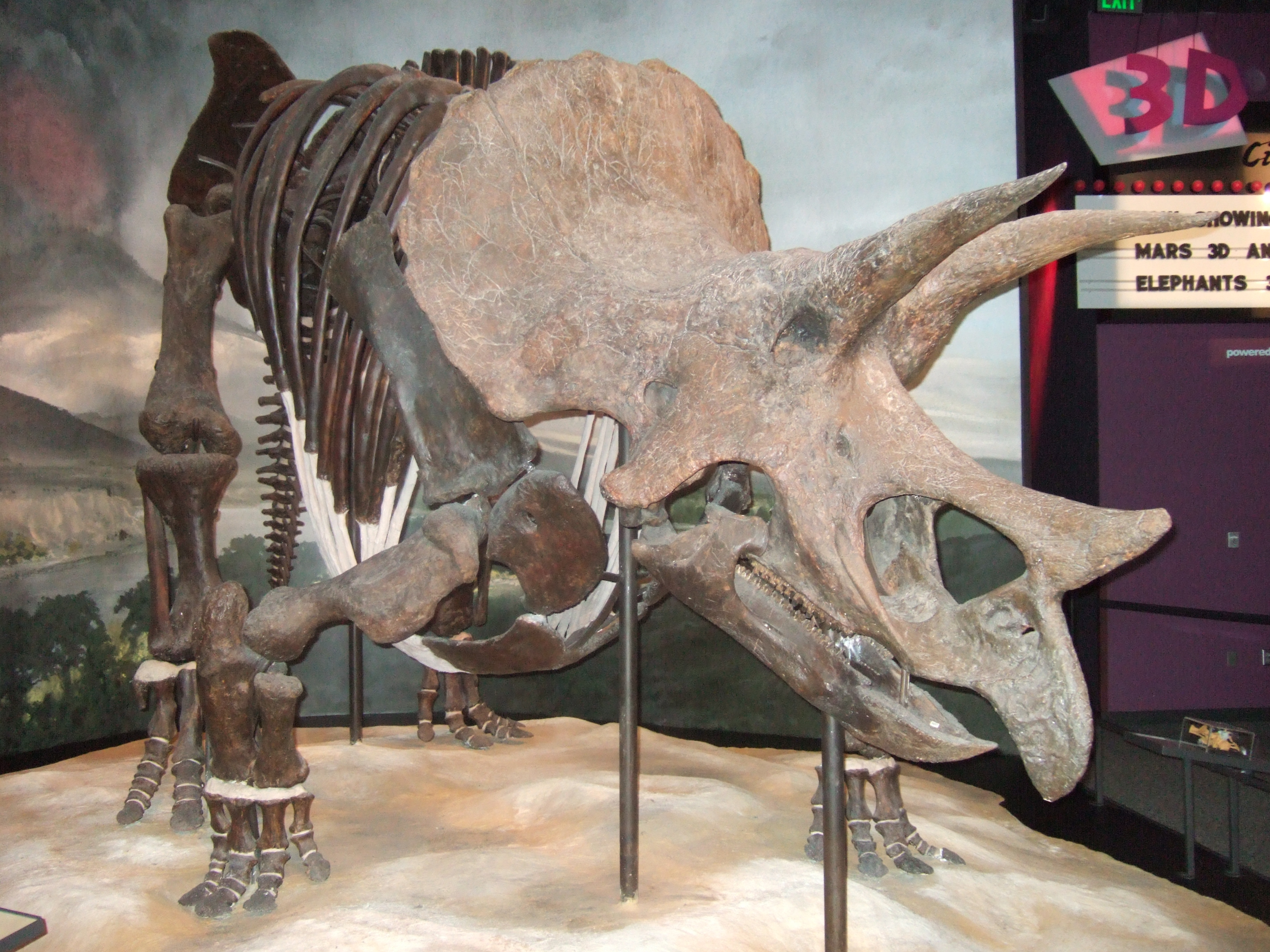
Triceratops prorsus al Science Museum of Minnesota.

En el primer intent de comprendre les diverses espècies, Lull trobà dos grups, tot i que no va explicar com els distingia: un compost per T. horridus, T. prorsus, i T. brevicornus; l'altre per T. elatus i T. calicornis. Dues espècies (T. serratus i T. flabellatus) van quedar al marge d'aquests grups. El 1933, a la seva revisió de la monografia important de Hatcher-Marsh-Lull de tots els ceratops coneguts, va conservar aquests dos grups i les dues espècies sense afiliar, amb un tercer llinatge de T. obtusus i T. hatcheri que es caracteritzava per una banya nasal molt petita. Es creia que T. horridus-T. prorsus-T. brevicornus era el llinatge més conservador, amb una mida incrementada del crani i una reducció de la mida de la banya nasal, i T. elatus-T. calicornis fou definit per les llargues banyes frontals i una banya nasal petita. C. M. Sternberg el va modificar i afegir-hi T. eurycephalus, tot suggerint que enllaçava el segon i el tercer llinatge més estretament del que eren amb el llinatge de T. horridus. Aquest patró fou seguit fins als estudis importants de les dècades del 1980 i del 1990.

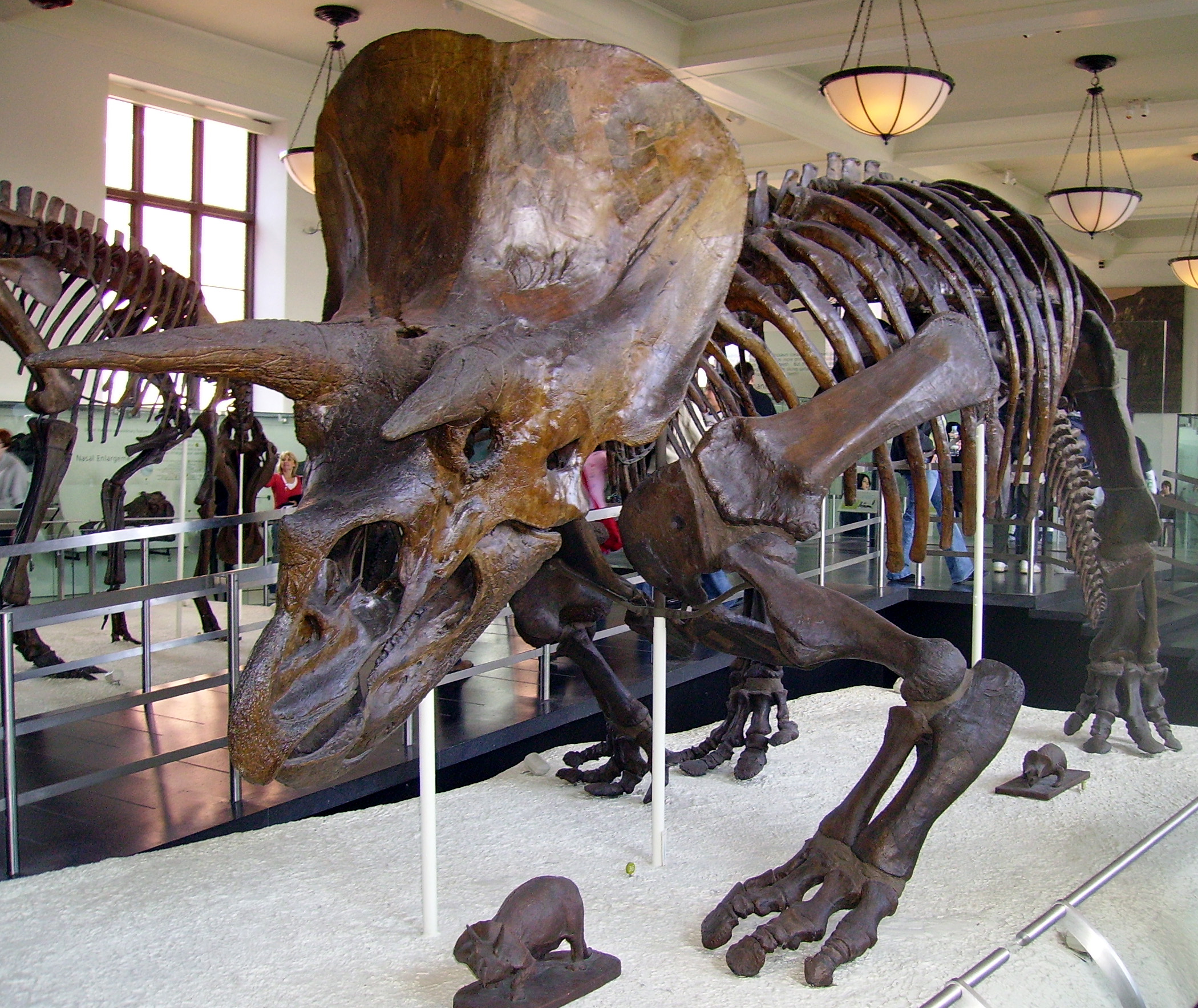
Esquelet de Triceratops horridus al Museu Americà d'Història Natural de la ciutat de Nova York.

Amb el temps, la idea que els cranis diferents podien representar una variació individual d'una o més espècies va guanyar popularitat. L'any 1986, Ostrom i Wellnhofer van publicar un article científic en el qual proposaven que només hi havia una espècie, Triceratops horridus. Argumentaven que generalment només hi ha una o dues espècies de qualsevol gran animal en una regió (un exemple modern és el de l'elefant o la girafa a l'Àfrica moderna). Als seus descobriments, Lehman va afegir els antics llinatges de Lull-Sternberg combinats amb la maduresa i el dimorfisme sexual, i pensava que el llinatge T. horridus-T. prorsus-T. brevicornus era constituït per femelles, i T.calicornis-T.elatus el componien mascles, i el llinatge T. obtusus-T. hatcheri eren mascles vells i malalts. Considerava que els mascles tenien banyes més llargues i erectes i un crani més gros, i les femelles un de més petit amb banyes més curtes.
Aquestes troballes foren igualment contestades uns quants anys més tard per Catherine Forster, que va reanalitzar el material del triceratop més detalladament i va concloure que les restes pertanyien a dues espècies, T. horridus i T. prorsus, encara que el crani distinctiu de T. (avui Nedoceratops) hatcheri en diferia prou per ser considerat un gènere diferent. Trobava que T. horridus i moltes altres espècies eren la mateixa, i T. prorsus i T. brevicornus romanien soles, i ja que hi havia molts més espècimens en el primer grup, va suggerir que això volia dir que els dos grups eren dues espècies. Encara es pot interpretar aquest raonament com la descripció d’una sola espècie amb dimorfisme sexual.

### Torosaure

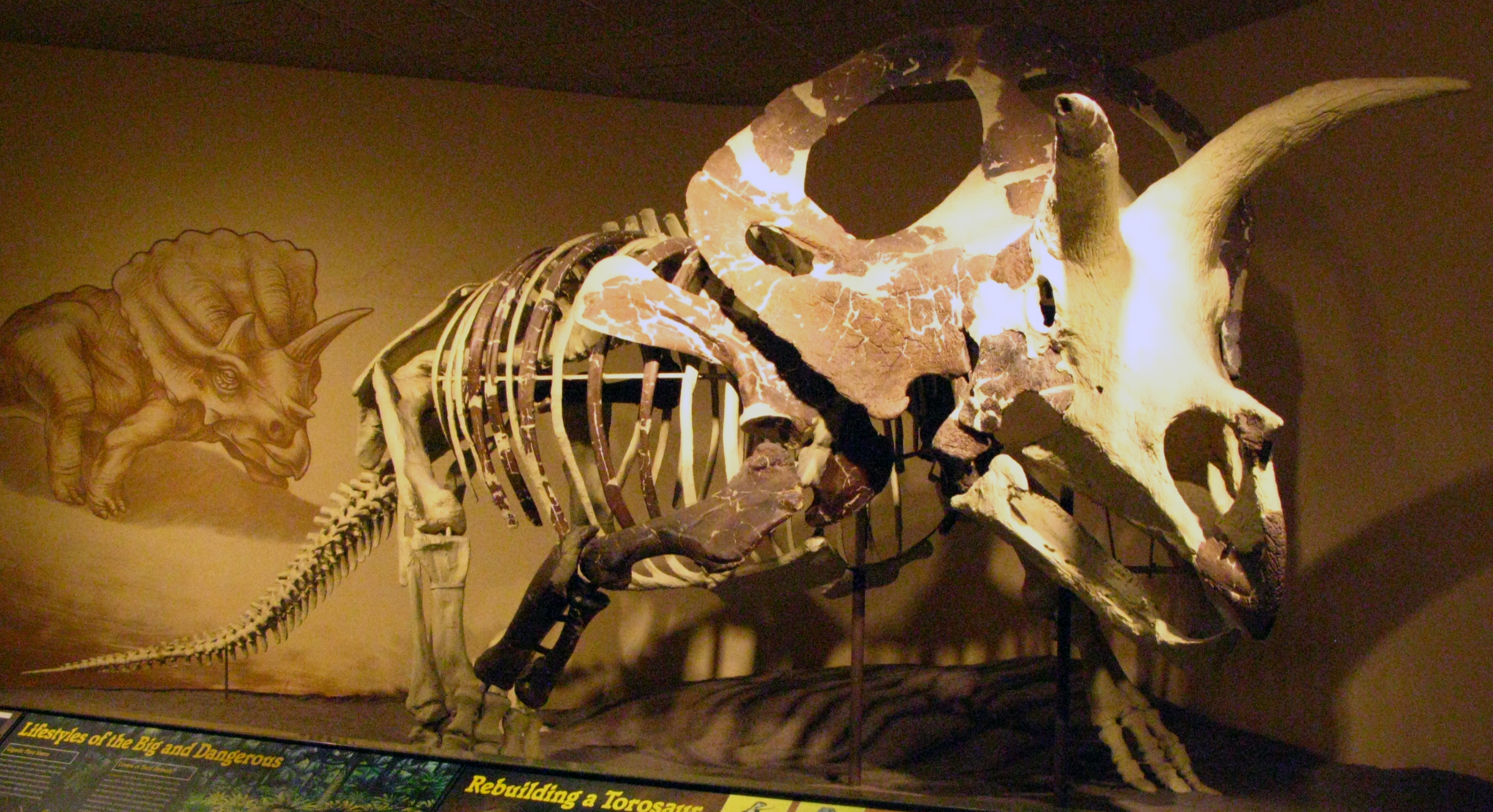
Torosaure muntat a Milwaukee

El torosaure és un gènere de ceratòpsid descrit per primera vegada el 1891 a partir d'un parell de cranis, dos anys després de la identificació del triceratop. El gènere Torosaurus s'assembla a Triceratops quant a l'edat geològica, la distribució, l'anatomia i la mida, i va ser reconegut com un parent proper seu. Els seus caràcters distintius són un crani allargat i la presència de dues finestres al collar. Recentment, els paleontòlegs que investiguen l'ontogènesi dels dinosaures (el creixement i desenvolupament dels individus al llarg de la seva vida) de la formació de Hell Creek de Montana han presentat proves que ambdós animals formen un únic gènere.
En un article presentat a la conferència de la Societat de Paleontologia dels Vertebrats, John Scannella reclassificà els torosaures com exemplars de triceratop especialment madurs, possiblement d'un únic sexe. Jack Horner, el mentor de Scannella a la Universitat de Montana, remarcà que els cranis dels ceratops es componien d'os metaplàstic. Una característica de l'os metaplàstic és que s'allarga i escurça amb el temps, estenent-se i resorbint-se per crear noves formes. Segons Horner, s'ha observat una gran variació fins i tot en els cranis identificats com pertanyents a triceratops, «en què els joves tenen les banyes orientades cap enrere i els adults cap endavant». Aproximadament el 50% dels cranis de triceratops subadults tenen dues àrees primes al collar que corresponen a lloc dels forats dels cranis de torosaure, cosa que suggereix que els forats es desenvolupaven per compensar el pes que hauria afegit el creixement d'un collar més gros en els exemplars madurs de triceratop.
El juliol del 2010, Scannella i Horner publicaren un article en què descrivien aquestes troballes. Argumentaven que Torosaurus, juntament amb el gènere similar de la mateixa època Nedoceratops, era sinònim de Triceratops.

### Orígens evolutius

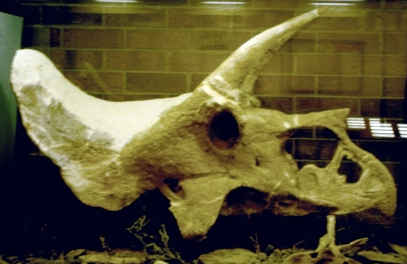
Crani de triceratop de la formació de Laramie, a l'est de Colorado. Basant-se en l'antiguitat de la formació de Laramie, podria ser el triceratop més antic conegut.

Els orígens evolutius del triceratop romangueren bastant obscurs durant molt de temps després del descobriment. El 1922, Henry Fairfield Osborn assenyalà el recentment descobert protoceratop com el seu avantpassat, però passaren moltes dècades abans que es descobrissin noves troballes. Tanmateix, els últims anys es van descobrir diversos dinosaures relacionats amb els avantpassats del triceratop. El zuniceratop, el ceratop més antic conegut amb banyes al davant, fou descrit a final de la dècada del 1990, i Yinlong, el primer ceratop juràssic conegut, ho fou el 2005.
Aquestes noves troballes van tenir un paper essencial a l'hora d'aclarir els orígens dels dinosaures banyuts en general, i sembla que aparegueren a Àsia durant el Juràssic, i l'aparició de ceratops realment banyuts a principis del Cretaci superior a Nord-amèrica. Basant-se en la posició consolidada del triceratop dins la subfamília dels ceratopsins, es creu que el seu avantpassat hauria pogut assemblar-se al casmosaure, que vivia uns cinc milions d'anys abans.

### Espècies vàlides
- T. horridus (Marsh, 1889) (originalment Ceratops) (espècie tipus)
- T. prorsus (Marsh, 1890)

### Espècies dubtoses
Les següents espècies es consideren nomina dubia ('noms dubtosos') i es basen en restes que són massa pobres o incompletes per ser distingides d'espècies del triceratop ja existents.
- T. albertensis (C. M. Sternberg, 1949)
- T. alticornis (Marsh, 1887 (originalment Bison))
- T. eurycephalus (Schlaikjer, 1935)
- T. galeus (Marsh, 1889)
- T. ingens (Lull, 1915)
- T. maximus (Brown, 1933)
- T. sulcatus (Marsh, 1890)

### Assignacions errònies
- T. brevicornus (Hatcher, 1905) (=T. prorsus)
- T. calicornus (Marsh, 1898) (=T. horridus)
- T. elatus (Marsh, 1891) (=T. horridus)
- T. flabellatus (Marsh, 1889) (=T. horridus)
- T. hatcheri (Lull, 1907) (=Diceratus hatcheri)
- T. mortuarius (Cope, 1874) (nomen dubium; originalment Polyonax; =Polyonax mortuarius)
- T. obtusus (Marsh, 1898) (=T. horridus)
- T. serratus (Marsh, 1890) (=T. horridus)
- T. sylvestris (Cope, 1872) (nomen dubium; originalment Agathaumas sylvestris)

## Paleobiologia

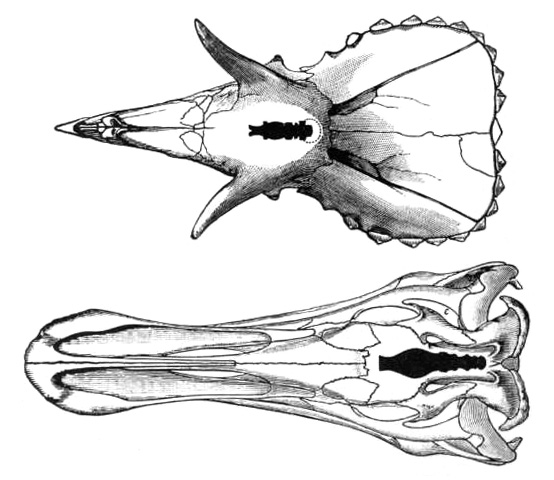
Diagrama de l'any 1905 que mostra el cervell relativament petit d'un Triceratops (a dalt).

Tot i que sovint es representa el triceratop com un animal gregari, actualment hi ha poques proves que vivien en ramats. Mentre molts altres gèneres de dinosaures banyuts són coneguts per capes d'ossos que contenïen ossos de centenars o milers d'individus, fins ara només hi ha un llit d'ossos documentat dominat per ossos de Triceratops: un lloc al nord-est de Montana amb les restes de tres joves. Podria ser significatiu que només hi hagi joves.
Durant molts anys, només es feren troballes de triceratop pertanyents a individus solitaris. Tanmateix, aquestes restes són molt comunes: per exemple, Bruce Erickson, un paleontòleg del Science Museum of Minnesota, ha documentat haver vist uns dos-cents espècimens de T. prorsus a la formació de Hell Creek de Montana. Barnum Brown va dir haver vist uns cinc-cents cranis al camp. Els triceratops eren probablement els herbívors dominants de la seva època, si més no els més dominants. Això és degut al fet que les dents, fragments de banyes, fragments de collars i altres fragments del crani són molt abundants en la formació de Lance del Maastrichtià superior (Cretaci superior, fa entre 68 i 65 milions d'anys). L'any 1986, Robert Bakker estimà que constituïen 5/6 parts de la fauna de dinosaures grossos al final del Cretaci. A diferència de la majoria d'animals, en el triceratop els fòssils del crani són de llarg més comuns que els ossos post-cranials, suggerint que el crani tenia un potencial de conservació particularment elevat.
Els triceratops foren un dels últims gèneres de ceratops en aparèixer abans de l'extinció del Cretaci-Paleogen. Hi havia també els ceratòpsids emparentats Nedoceratops i Torosaurus, i el més llunyanament emparentat i petit Leptoceratops, tot i que les seves restes són rares.

### Dentadura i dieta
El triceratop era herbívor i, a causa de la posició baixa del cap, probablement s'alimentava principalment de plantes baixes, tot i que podria haver sigut capaç de tirar a terra plantes més altes amb les seves banyes, bec i massa corporal. La mandíbula presentava a l'extrem un bec llarg i estret, que es creu que resultava millor per agafar amb força i estirar més que no pas per mossegar.
Les dents dels triceratops eren alineades en grups anomenats bateries, de 36 a 40 columnes de dents, en cada costat de cada mandíbula amb 3 o 5 dents amuntegades per columna, depenent de la mida de l'animal. Això dona un rang d'entre 432 i 800 dents, de les quals només una fracció s'utilitzava a cada moment donat (la substitució de les dents era constant i es donava al llarg de tota la vida de l'animal). Funcionaven amb una orientació vertical o gairebé vertical. La gran mida i el nombre de dents dels triceratops suggereix que menjaven grans volums de plantes fibroses, amb algunes arecàcies i cicadòfits, i falgueres, que creixien a les praderies.

### Funcions de les banyes i el collar

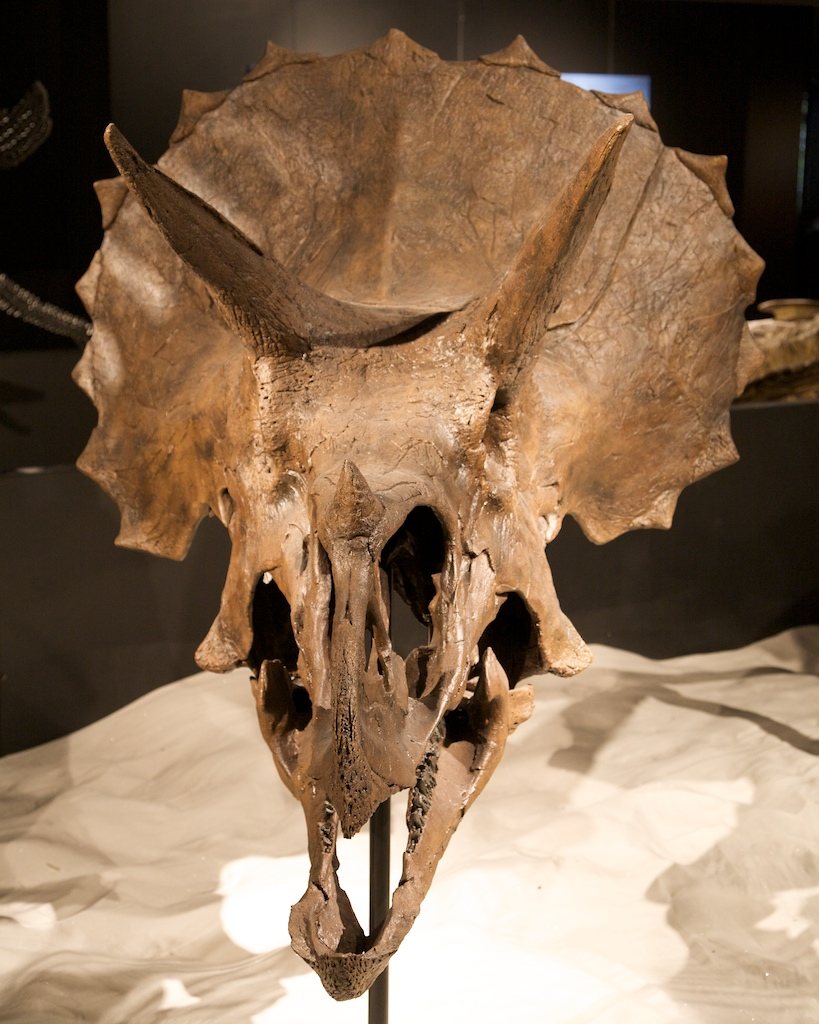
Crani de triceratop amb una renglera de prominents epoccipitals al seu collar

S'ha especulat molt sobre les funcions dels guarniments del cap del triceratop. Les dues teories principals han girat al voltant de l'ús en combat i l'exhibició durant el festeig. Avui en dia es pensa que aquesta segona funció era en realitat la funció primària.
Segons Lull, els collars podrien haver funcionat com a punts d’ancoratge dels músculs de la mandíbula, fet que hauria afavorit la masticació en permetre el desenvolupament d’uns músculs més voluminosos i potents. Aquesta hipòtesi fou promoguda per altres autors durant anys, però estudis posteriors no van trobar cap prova de llocs d'unió per músculs grossos en els ossos del collar.
Durant molt de temps es pensava que els triceratops utilitzessin les banyes i el collar en el combat contra depredadors com el tiranosaure. Aquesta idea fou discutida per primera vegada per C. H. Sternberg l'any 1917 i 70 anys més tard per Robert Bakker. Hi ha proves que el tiranosaure tenia trobades agressives amb els triceratops. Aquestes proves es basen en marques de dents de tiranosaure parcialment cicatritzades en una banya frontal i l'escatós; l'os mossegat també està trencat, amb un nou creixement d'os després del trencament. Es desconeix quin animal fou l'agressor. Se sap que el tiranosaure s'alimentava de triceratops. Les proves d'això inclouen íliums i sacres amb moltes marques de dents.
Un documental de la BBC emès l'any 2005, The Truth About Killer Dinosaurs (‘La veritat sobre els dinosaures assassins’), provava com s'haurien defensat els triceratops davant d'atacs de depredadors com el tiranosaure. Per veure si el triceratop haurai pogut carregar contra altres dinosaures, com un rinoceront modern, es va elaborar un crani artificial de triceratop i el van propulsar contra una pell de tiranosaure simulada a 24 km/h. Les banyes frontals van penetrar la pell, però la banya del nas i el bec no, i la part frontal del crani es va trencar. Van concloure que era impossible per un triceratop defensar-se d'aquesta manera. És probable que s'estigués quiet quan era atacat per grans depredadors, utilitzant les banyes per banyegar al predador si s'apropava massa.

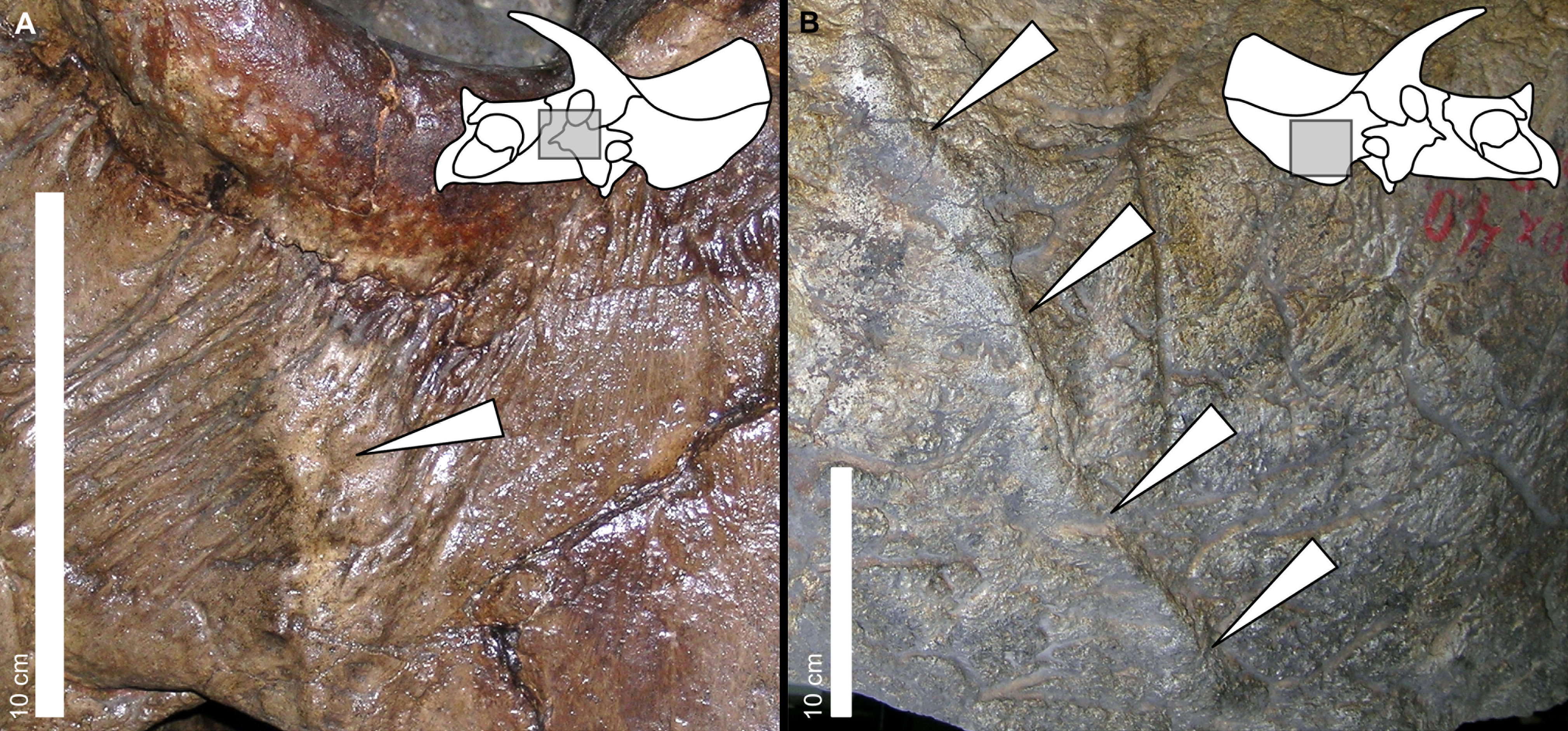
Exemples de regeneració d'os en espècimens del triceratop

A més a més dels combats contra depredadors fent servir les banyes, els triceratops es mostren clàssicament ocupats en combats entre ells amb les banyes encaixades. Mentre que estudis mostren que aquesta activitat podria ser faedor, a diferència dels animals amb banyes d'avui en dia, no hi ha acord sobre si realment ho feien. A més, tot i que els clots, forats, lesions i altres danys als cranis dels triceratops (i d'altres ceratòpsids) sovint s'atribueixen a danys en combats amb banyes, un estudi recent no ha trobat cap prova que les ferides per estocada de banya puguin ocasionar aquesta mena de dany (per exemple, no hi ha proves d'infecció o guariment). En comptes d'això, se suggereixen com a causes la regeneració òssia no patològica o malalties òssies desconegudes. De totes maneres, un estudi recent va comparar les taxes d'incidència de les lesions de crani en el triceratop i centrosaure i va revelar que eren consistents amb el fet que el triceratop utilitzés les banyes en combat, mentre que el collar era adaptat com una estructura protectora, mentre que les taxes reduïdes de patologia en el centrosaure poden indicar un ús visual en comptes de físic de l'ornamentació cranial, o una forma de combat basada en el cos més que en el cap.
El gran collar també podria haver ajudat a incrementar la superfície del cos per regular la temperatura corporal. Hi ha una teoria similar basada en l'observació de les plaques de l'estegosaure, tot i que aquest ús exclusiu no explicaria l'estranya i extravagant variació que s'aprecia en els membres dels ceratòpsids. Aquesta observació és molt suggestiva sobre el que es pensa avui en dia que seria la funció primària, l'exhibició.

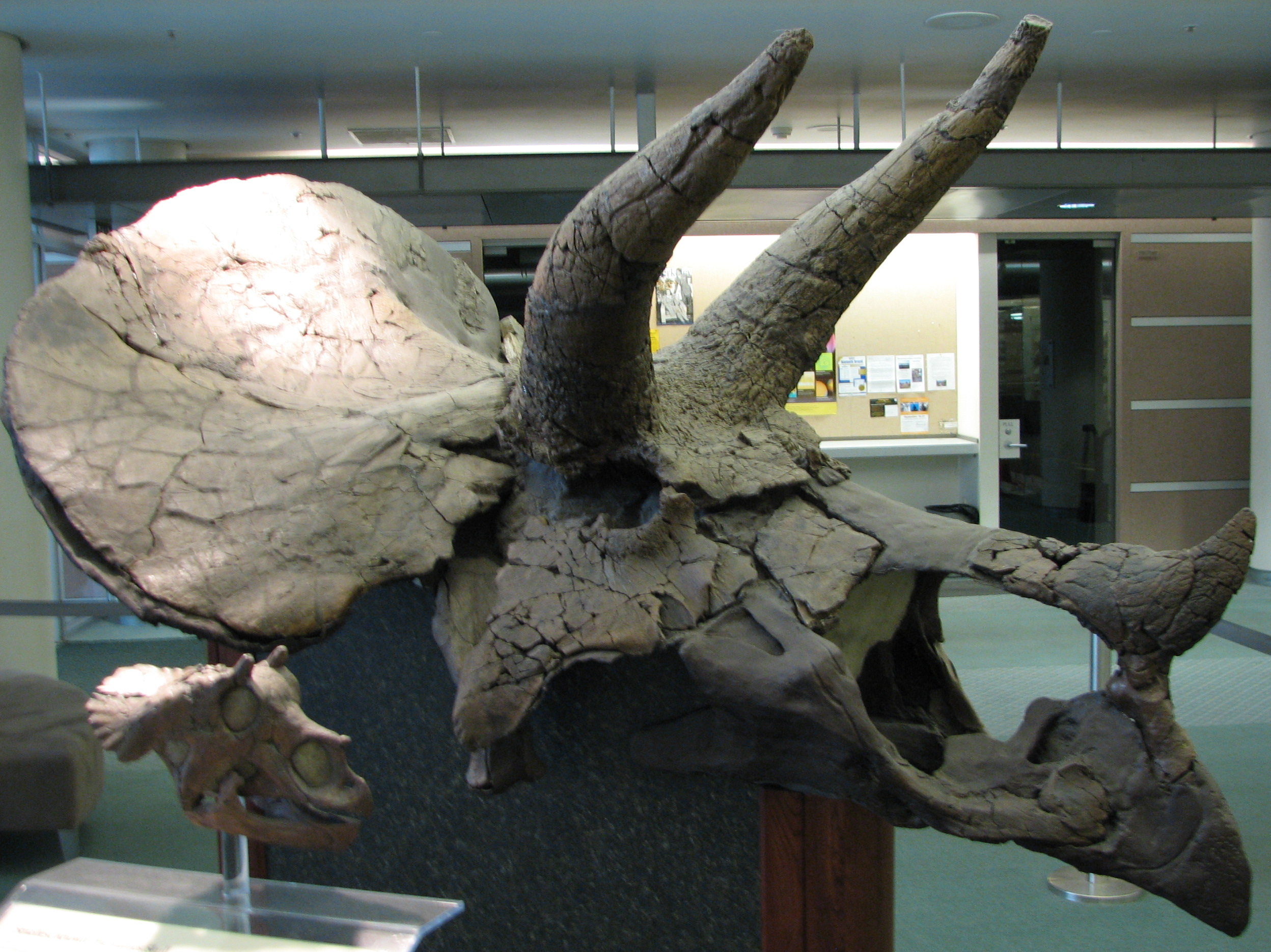
Cranis d'un jove i un adult — el crani del jove té més o menys la mida d'un crani humà adult

La teoria sobre el seu ús en l'exhibició sexual fou proposada per primera vegada per Davitaixvili l'any 1961 i anà guanyant acceptació des d'aleshores. Es poden apreciar proves que l'exhibició sexual era important, tant en el festeig com en altres comportaments socials, en el fet que els dinosaures banyuts difereixen marcadament en els seus guarniments, fent cada espècie molt distintiva. Altres criatures modernes que també presenten banyes i guarniments els utilitzen en comportaments similars. Un estudi de 2006 del crani més petit del triceratop, un jove constatat, mostra que tenia el collar i les banyes desenvolupades a una edat molt primerenca, anterior a la maduresa sexual i, per tant, probablement importants per la comunicació visual i el reconeixement específic en general. Els ulls grossos i trets els escurçats, unes característiques típiques dels «mamífers nounats bufons», també suggereixen que hi havia cura paternal en els triceratops.

## Representació als mitjans de comunicació

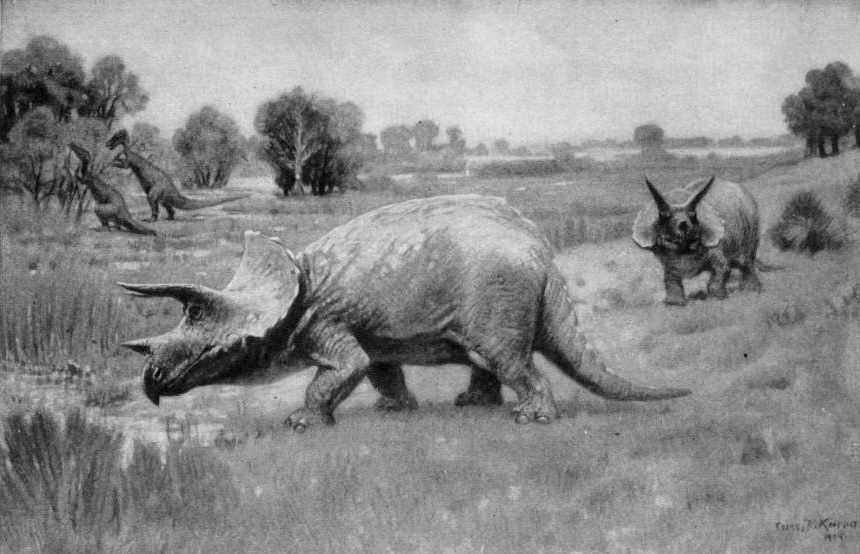
Il·lustració del 1904 de Charles R. Knight

L'aparença distintiva del triceratop l'ha portat a aparèixer freqüentment en pel·lícules, jocs d'ordinador i documentals. Apareix en la pel·lícula Parc Juràssic, on se'n presenta un exemplar malalt que és curat pels humans. En les dues seqüeles apareixen triceratops més actius. També ha aparegut en tres dels documentals sobre dinosaures més importants: Walking with Dinosaurs (‘Caminant entre dinosaures’), The Truth About Killer Dinosaurs (‘La veritat sobre els dinosaures assassins’) i Prehistoric Park (‘Parc prehistòric’).
Són coneguts com a «tres-banyes» (i se'ls anomena així moltes vegades a la pel·lícula d'animació A la recerca de la vall encantada i a les nombroses seqüeles) degut a les tres banyes prominents del cap i el nas, que s'han convertit gairebé en un sinònim d'aquest dinosaure. El nom escurçat trike també és un altre nom informal comú en anglès, i també és el nom d'un caràcter de Triceratops a la sèrie de llibres infantils i dibuixos animats Harry and His Bucket Full of Dinosaurs (‘Harry i la seva galleda de dinosaures’). El personatge Baby Bop de la sèrie infantil Barney & Friends (‘Barney i els seus amics’) és un altre exemple dels triceratops en els mitjans de comunicació.

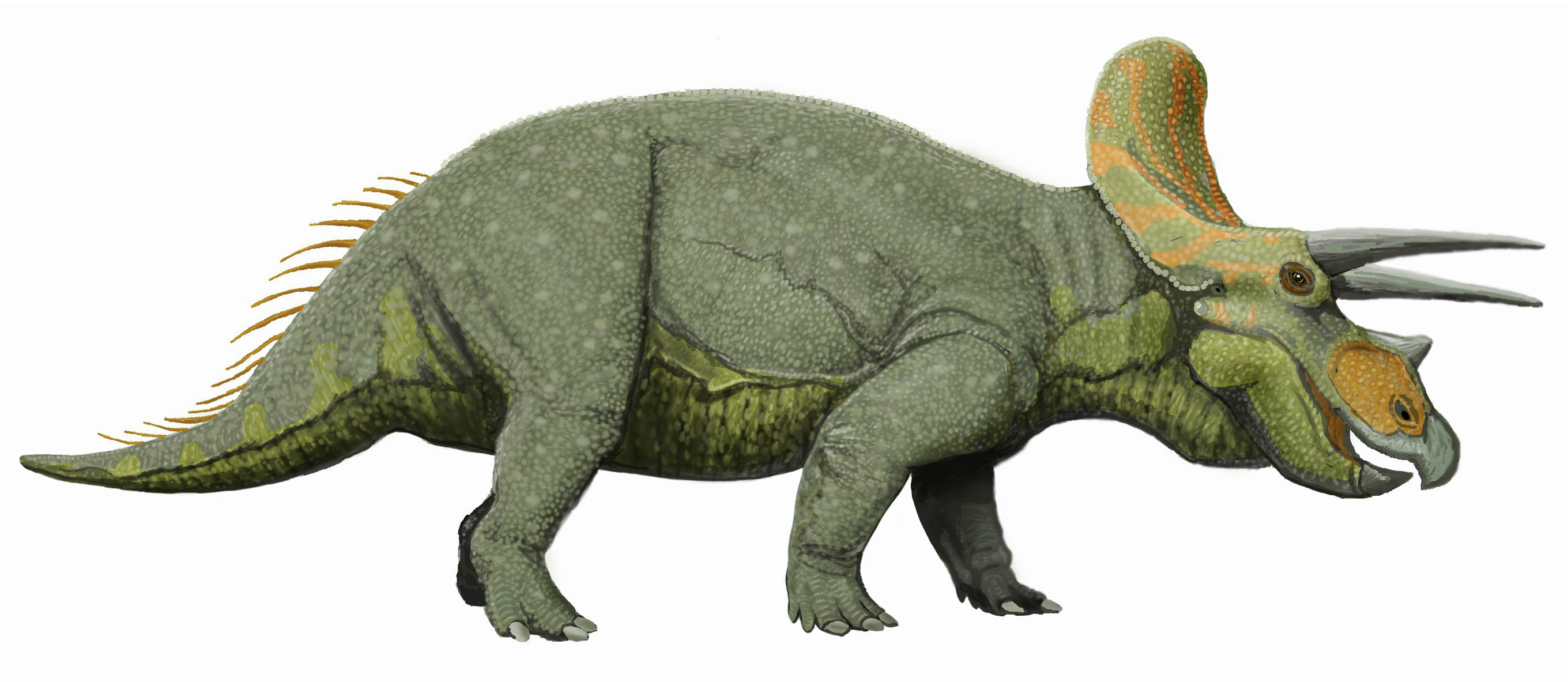
Restauració d'un triceratop basada en l'esquelet del Museu Senckenberg.

Un tema recurrent, especialment en els llibres infantils de dinosaures, és un enfrontament o batalla titànica entre un triceratop i un tiranosaure. Una altra batalla memorable però anacrònica amb un ceratosaure subtituïnt el tiranosaure va sortir en la pel·lícula de l'any 1966 Fa un milió d'anys.
El triceratop apareix en videojocs derivats directament de les sèries de Parc Juràssic o de temàtica similar, com ara els jocs d'ordinador del 1997 Jurassic Park: Chaos Island i Turok: Dinosaur Hunter, i el joc per ordinador i Playstation Dino Crisis 2. El triceratop també apareix en la franquícia Zoo Tycoon. També és una criatura popular utilitzada en jocs dissenyats per Rareware, incloent-hi Diddy Kong Racing i Starfox Adventures. Triceratops (una espècie no determinada) també és el fòssil estatal oficial de Dakota del Sud i el dinosaure oficial de l'estat de Wyoming.